# Jan Fidler
Jan Fidler (ur. w sierpniu 1872 w Radomiu, zm. 1938) – polski adwokat, cywilista.

## Życiorys
Ukończył gimnazjum w Radomiu (1890). Studia na Cesarskim Uniwersytecie Warszawskim rozpoczął od Wydziału Medycznego, by po dwóch latach przejść na Wydział Prawny. Dyplom uniwersytecki uzyskał w 1896. Po odbyciu służby wojskowej (w Łomży) rozpoczął aplikację u znanego adwokata siedleckiego Stanisława Seweryna Sunderlanda. W 1901 został wpisany na listę adwokatów przysięgłych.
Był autorem artykułów z prawa cywilnego i procedury cywilnej. W 1915 przełożył niemiecką ustawę o postępowaniu cywilnym, wspólnie z adwokatem Stanisławem Goldszteinem tłumaczył też niemieckie przepisy o adwokaturze i opłatach adwokackich. Wraz ze Stanisławem Carem opracował komentarz do kodeksu postępowania cywilnego. 
Udzielał się w pracy organów samorządu zawodowego. Zmarł na początku 1938.